# Barcelona Trail Races
La Barcelona Trail Races, également appelée Ultratrail Collserola lors de ses premières éditions est un événement sportif qui intègre plusieurs courses de montagne ou de trail running. Elle a lieu une fois par an au sein du Parc Naturel de Collserola à Barcelone, Catalogne. La première édition remonte à 2013.

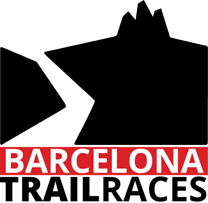
Logo Barcelona Trail Races 2016

## Résumé éditions
|                  |                                         |                                                    | Course 1 | Course 2 | Course 3 | Course 4 |
| ---------------- | --------------------------------------- | -------------------------------------------------- | -------- | -------- | -------- | -------- |
| 23 novembre 2013 | CEM Can Caralleu, Sarriá, Barcelone     | Compressport Ultratrail Collserola,                | 74 km    | 43 km    | 21 km    | -        |
| 22 novembre 2014 | CEM Les Moreres, Esplugues de Llobregat | Helly Hansen Ultratrail Collserola by Compressport | 80 km    | 45 km    | 23 km    | -        |
| 21 novembre 2015 | CEM Mundet, Horta, Barcelone            | Helly Hansen Ultratrail Collserola by Compressport | 85 km    | 38 km    | 23 km    | 10 km    |
| 26 novembre 2016 | Velodrome d'Horta, Barcelone            | Helly Hansen Barcelona Trail Races by Polar        | 76 km    | 46 km    | -        | -        |
| 25 novembre 2017 | Velodrome d'Horta, Barcelone            | Barcelona Trail Races                              | 76 km    | -        | -        | -        |
| 24 novembre 2018 | Velodrome d'Horta, Barcelone            | Barcelona Trail Races                              | 76 km    | -        | -        | -        |
| 23 novembre 2019 | Velodrome d'Horta, Barcelone            | Barcelona Trail Races                              | 76 km    | -        | -        | -        |
| 21 novembre 2020 | Annulé                                  | Annulé                                             | Annulé   | Annulé   | Annulé   | Annulé   |
| 20 novembre 2021 |                                         |                                                    |          |          |          |          |

## Parcours

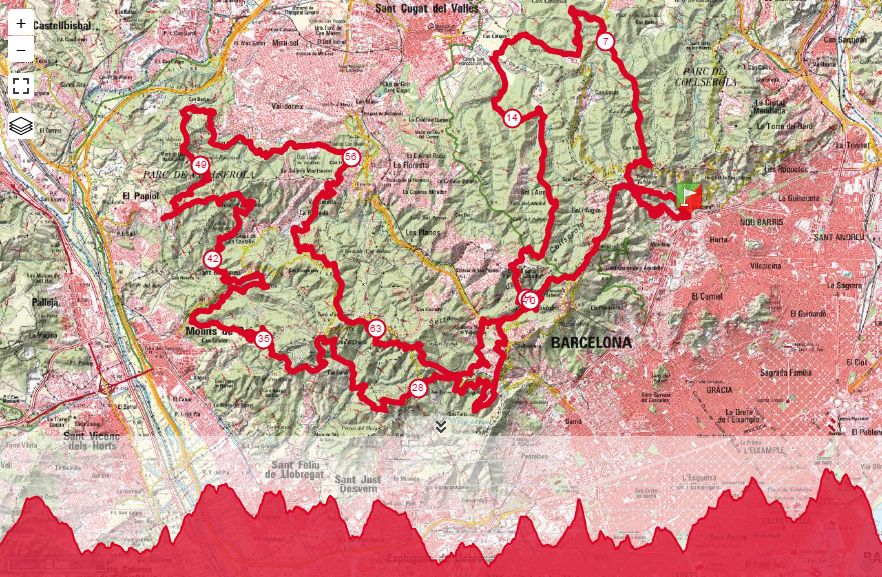
Parcours de la BTR 2016. 76 km et + 2600 m de dénivelé positif accumulé.

Les parcours des courses BRT ne se caractérisent pas par des dénivelés importants, des descentes très prononcées ou une grande exigence technique. Il s'agit d'une course de montagne de longue distance plutôt que d'une course aux dénivelés abrupts et qui permet de découvrir la plupart des secrets que recèle la montagne du Parc naturel de Collserola.
Le rythme des vainqueurs sur la longue distance est aux alentours des 5/6 minutes au kilomètre,.
La proximité de la ville de Barcelone, « Il est possible de s’y rendre en métro »,, et le genre de parcours font de la BTR l'épreuve idéale pour s'inicier aux courses de montagne de longue distance.

## Palmarès de la Barcelona Trail Races

### Palmarès féminin
| 2013  | 2013                        | 2013            | 2013  | 2013                 | 2013            | 2013  | 2013             | 2013            |
| 74 km | 74 km                       | 74 km           | 43 km | 43 km                | 43 km           | 21 km | 21 km            | 21 km           |
| ----- | --------------------------- | --------------- | ----- | -------------------- | --------------- | ----- | ---------------- | --------------- |
| 1     | Judit Franch Pons           | 8 h 10 min 37 s | 1     | Emma Roca            | 3 h 59 min 57 s | 1     | Fernanda Maciel  | 1 h 59 min 12 s |
| 2     | Djanina Freytag             | 8 h 53 min 22 s | 2     | Paivi Linna          | 4 h 43 min 40 s | 2     | Merçè Font Roca  | 2 h 07 min 38 s |
| 3     | Mª Carmen Sánchez Izquierdo | 9 h 26 min 03 s | 3     | Bárbara Sagi Barrera | 4 h 54 min 21 s | 3     | Silvia Tremoleda | 2 h 11 min 55 s |

| 2014  | 2014                        | 2014            | 2014  | 2014             | 2014            | 2014  | 2014                   | 2014            |
| 80 km | 80 km                       | 80 km           | 45 km | 45 km            | 45 km           | 23 km | 23 km                  | 23 km           |
| ----- | --------------------------- | --------------- | ----- | ---------------- | --------------- | ----- | ---------------------- | --------------- |
| 1     | Laia Díez Fontanet          | 8 h 27 min 00 s | 1     | Eva Mesado Ortiz | 4 h 28 min 43 s | 1     | Laura Sanzberro Solana | 2 h 03 min 49 s |
| 2     | Beatriz Pascuas Medel       | 9 h 28 min 39 s | 2     | Sarah Eriksson   | 4 h 37 min 14 s | 2     | Marie Paturel          | 2 h 05 min 03 s |
| 3     | Mª Carmen Sánchez Izquierdo | 9 h 45 min 54 s | 3     | Andrea Tolve     | 4 h 39 min 05 s | 3     | Angela Garcia Femenia  | 2 h 12 min 56 s |

| 2015, | 2015,                  | 2015,            | 2015, | 2015,                       | 2015,           | 2015, | 2015,                  | 2015,           | 2015, | 2015,               | 2015,           |
| 85 km | 85 km                  | 85 km            | 38 km | 38 km                       | 38 km           | 23 km | 23 km                  | 23 km           | 10 km | 10 km               | 10 km           |
| ----- | ---------------------- | ---------------- | ----- | --------------------------- | --------------- | ----- | ---------------------- | --------------- | ----- | ------------------- | --------------- |
| 1     | Carme Tort Creus       | 09 h 44 min 24 s | 1     | Eva Mesado                  | 3 h 50 min 09 s | 1     | Laura Sanzberro Solana | 2 h 04 min 22 s | 1     | Marta Palau Garriga | 1 h 01 min 45 s |
| 2     | Anna Macià Erra        | 09 h 55 min 09 s | 2     | Raquel Velasco Peidró       | 4 h 00 min 53 s | 2     | Marta Martin Morata    | 2 h 14 min 24 s | 2     | Carol Mace          | 1 h 02 min 04 s |
| 3     | Carolina Guillen Muñoz | 10 h 24 min 07 s | 3     | Mª Carmen Sánchez Izquierdo | 4 h 18 min 02 s | 3     | Noa Arias Manga        | 2 h 16 min 41 s | 3     | Núria Miró Codina   | 1 h 04 min 20 s |

| 2016, | 2016,              | 2016,           | 2016, | 2016,              | 2016,           |
| 76 km | 76 km              | 76 km           | 46 km | 46 km              | 46 km           |
| ----- | ------------------ | --------------- | ----- | ------------------ | --------------- |
| 1     | Laia Díez Fontanet | 7 h 55 min 32 s | 1     | Eva Mesado Ortiz   | 4 h 39 min 40 s |
| 2     | Marta Prat Llorens | 8 h 40 min 35 s | 2     | Natalie White      | 4 h 50 min 53 s |
| 3     | Julia Fatton       | 8 h 52 min 50 s | 3     | Ester Casas Gimeno | 4 h 56 min 44 s |

| 2017  | 2017  | 2017  | 2017  | 2017  | 2017  |
| 76 km | 76 km | 76 km | 76 km | 76 km | 76 km |
| ----- | ----- | ----- | ----- | ----- | ----- |
| 1     |       |       |       |       |       |
| 2     |       |       |       |       |       |
| 3     |       |       |       |       |       |

### Palmarès masculin

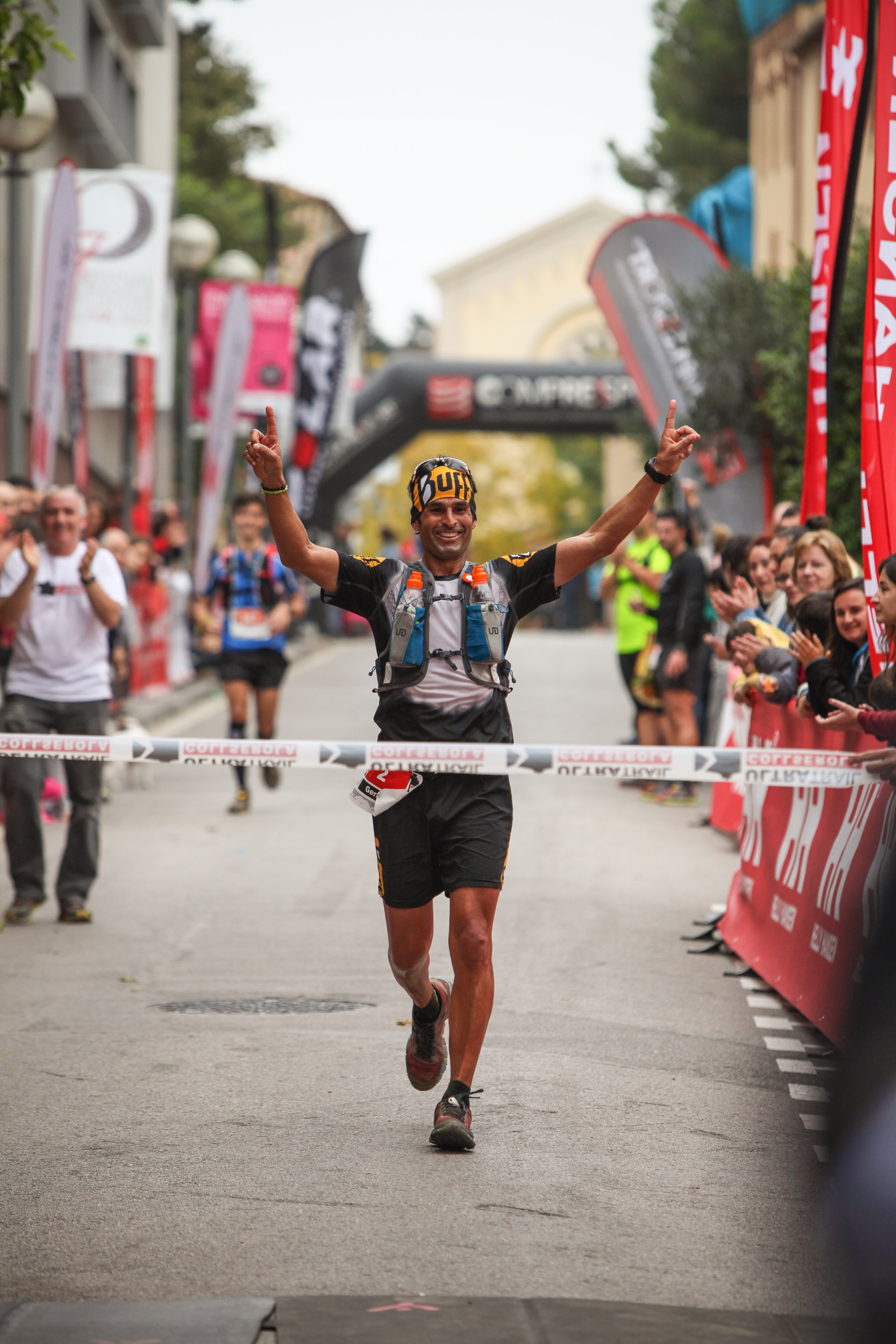
Gerard Morales UTC 2014

| 2013  | 2013             | 2013            | 2013  | 2013                  | 2013            | 2013  | 2013                     | 2013            |
| 74 km | 74 km            | 74 km           | 43 km | 43 km                 | 43 km           | 21 km | 21 km                    | 21 km           |
| ----- | ---------------- | --------------- | ----- | --------------------- | --------------- | ----- | ------------------------ | --------------- |
| 1     | Toti Bes Ginesta | 6 h 29 min 00 s | 1     | Carles Sànchez Casals | 3 h 44 min 53 s | 1     | Marc Roig Tió            | 1 h 41 min 18 s |
| 2     | Pau Zamora Perez | 6 h 43 min 12 s | 2     | Salvador Milan Marco  | 4 h 15 min 11 s | 2     | Alejandro Martinez Núñez | 1 h 42 min 20 s |
| 3     | Pau Capell Gil   | 6 h 45 min 43 s | 3     | Manel Casoni Rero     | 4 h 22 min 34 s | 3     | Xavier Serra Termens     | 1 h 43 min 40 s |

| 2014  | 2014                   | 2014            | 2014  | 2014                     | 2014            | 2014  | 2014                    | 2014            |
| 80 km | 80 km                  | 80 km           | 45 km | 45 km                    | 45 km           | 23 km | 23 km                   | 23 km           |
| ----- | ---------------------- | --------------- | ----- | ------------------------ | --------------- | ----- | ----------------------- | --------------- |
| 1     | Gerard Morales Ramirez | 6 h 57 min 12 s | 1     | Emilio Fernandez Puente  | 3 h 34 min 51 s | 1     | Oriol Barbany Bofill    | 1 h 47 min 35 s |
| 2     | Iván Ortiz Carrión     | 7 h 02 min 39 s | 2     | Alejandro Martinez Nuñez | 3 h 54 min 37 s | 2     | Boris Valles Alonso     | 1 h 48 min 12 s |
| 3     | Javi Castillo Lozano   | 7 h 02 min 56 s | 3     | Ferran Mascaro Zamora    | 3 h 54 min 50 s | 3     | Carlos Lancharro Arroyo | 1 h 49 min 16 s |

| 2015  | 2015                  | 2015            | 2015  | 2015                    | 2015            | 2015  | 2015                  | 2015            | 2015  | 2015                         | 2015        |
| 85 km | 85 km                 | 85 km           | 38 km | 38 km                   | 38 km           | 23 km | 23 km                 | 23 km           | 10 km | 10 km                        | 10 km       |
| ----- | --------------------- | --------------- | ----- | ----------------------- | --------------- | ----- | --------------------- | --------------- | ----- | ---------------------------- | ----------- |
| 1     | Iván Camps Puga       | 8 h 04 min 25 s | 1     | Roberto Heras           | 3 h 02 min 55 s | 1     | Andreu Marimon Sastre | 1 h 45 min 48 s | 1     | Juan Antonio Rodriguez Galan | 46 min 59 s |
| 2     | Carles Sànchez Casals | 8 h 05 min 12 s | 2     | Pau Zamora Perez        | 3 h 07 min 47 s | 2     | Daniel Sagrera Vulart | 1 h 47 min 03 s | 2     | Marco P. Seco Vaz            | 47 min 16 s |
| 3     | Javi Castillo Loano   | 8 h 14 min 43 s | 3     | Francisco Perez Verdugo | 3 h 08 min 14 s | 3     | Eudald Murtra         | 1 h 47 min 04 s | 3     | Gerard Badia Mondon          | 48 min 46 s |

| 2016, | 2016,                      | 2016,           | 2016, | 2016,                 | 2016,           |
| 76 km | 76 km                      | 76 km           | 46 km | 46 km                 | 46 km           |
| ----- | -------------------------- | --------------- | ----- | --------------------- | --------------- |
| 1     | Anders Aagaard Hansen      | 6 h 59 min 22 s | 1     | Andrejs Jesko         | 3 h 41 min 39 s |
| 2     | Miguel Angel González Cano | 7 h 09 min 49 s | 2     | David López Hernández | 3 h 53 min 56 s |
| 3     | Sergi Masip Cosin          | 7 h 11 min 56 s | 3     | Mikita Hryhoryeu      | 3 h 54 min 54 s |

| 2017  | 2017  | 2017  | 2017  | 2017  | 2017  |
| 76 km | 76 km | 76 km | 76 km | 76 km | 76 km |
| ----- | ----- | ----- | ----- | ----- | ----- |
| 1     |       |       |       |       |       |
| 2     |       |       |       |       |       |
| 3     |       |       |       |       |       |

## Galerie

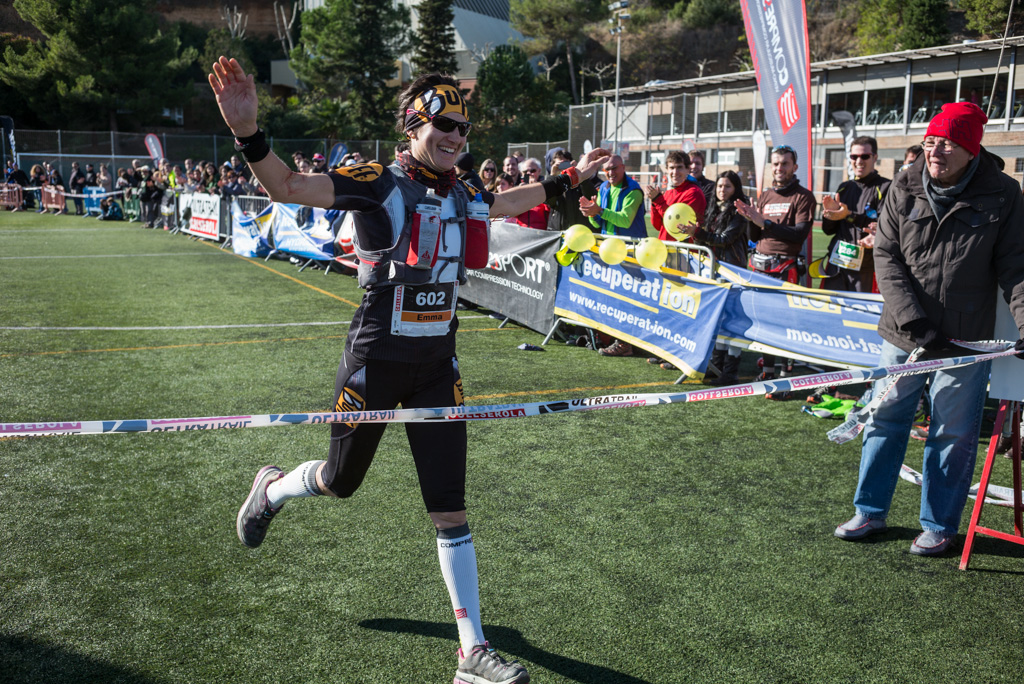
Emma Roca. Ultratrail Collserola 2013
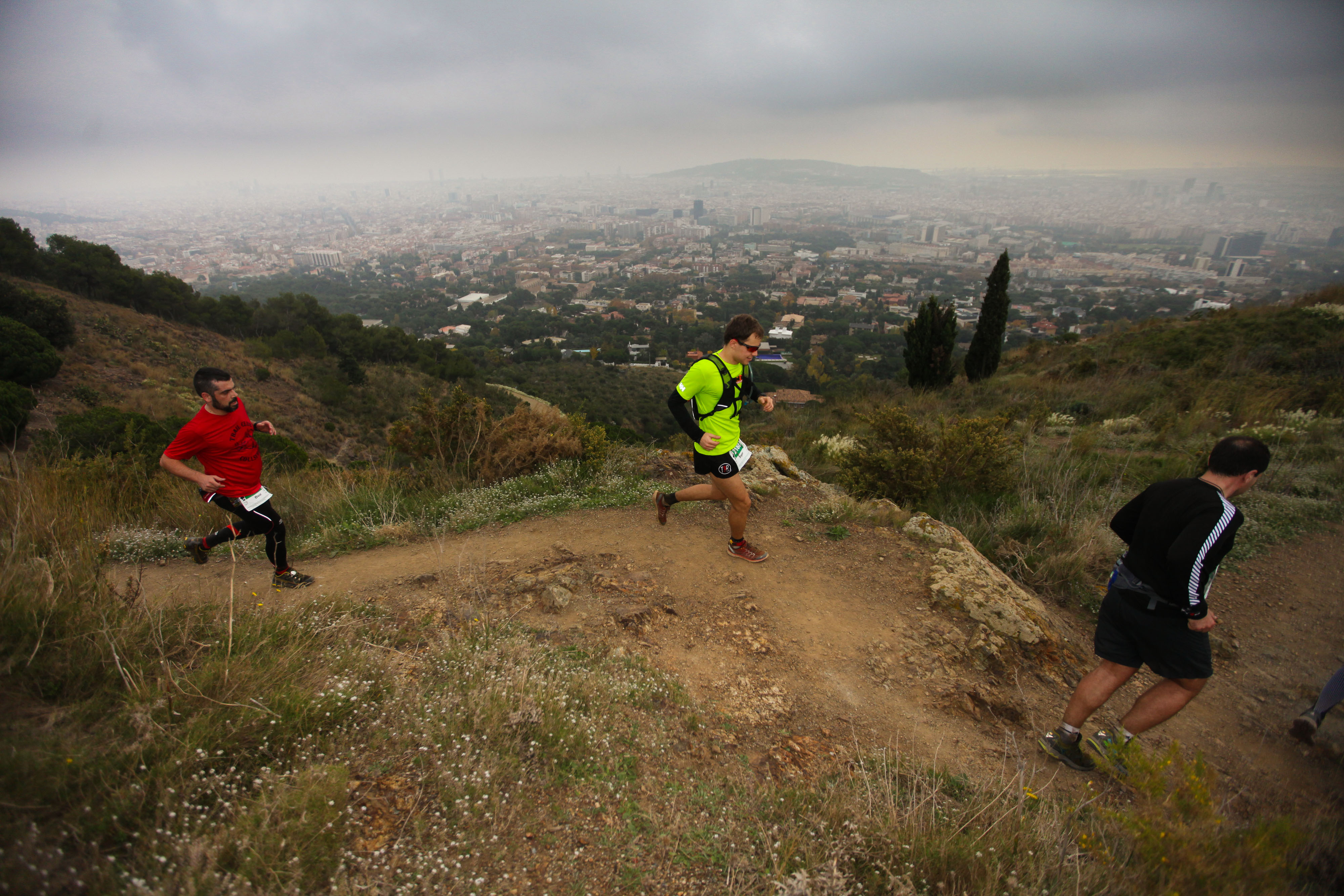
Ultratrail Collserola 2014
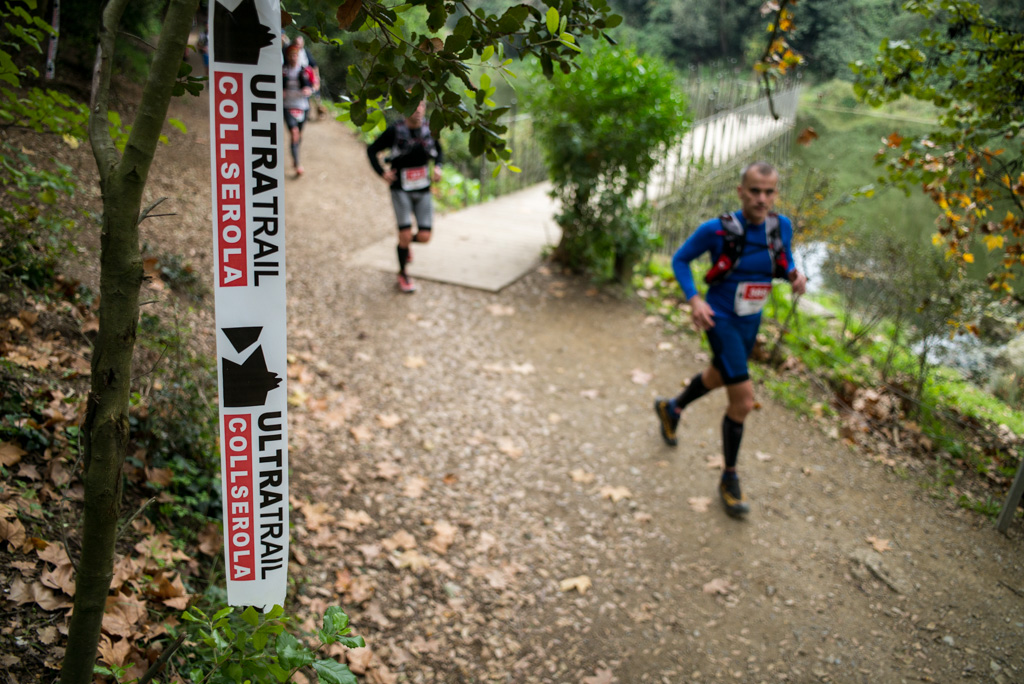
Ultratrail Collserola 2014. Vallvidrera, Collserola
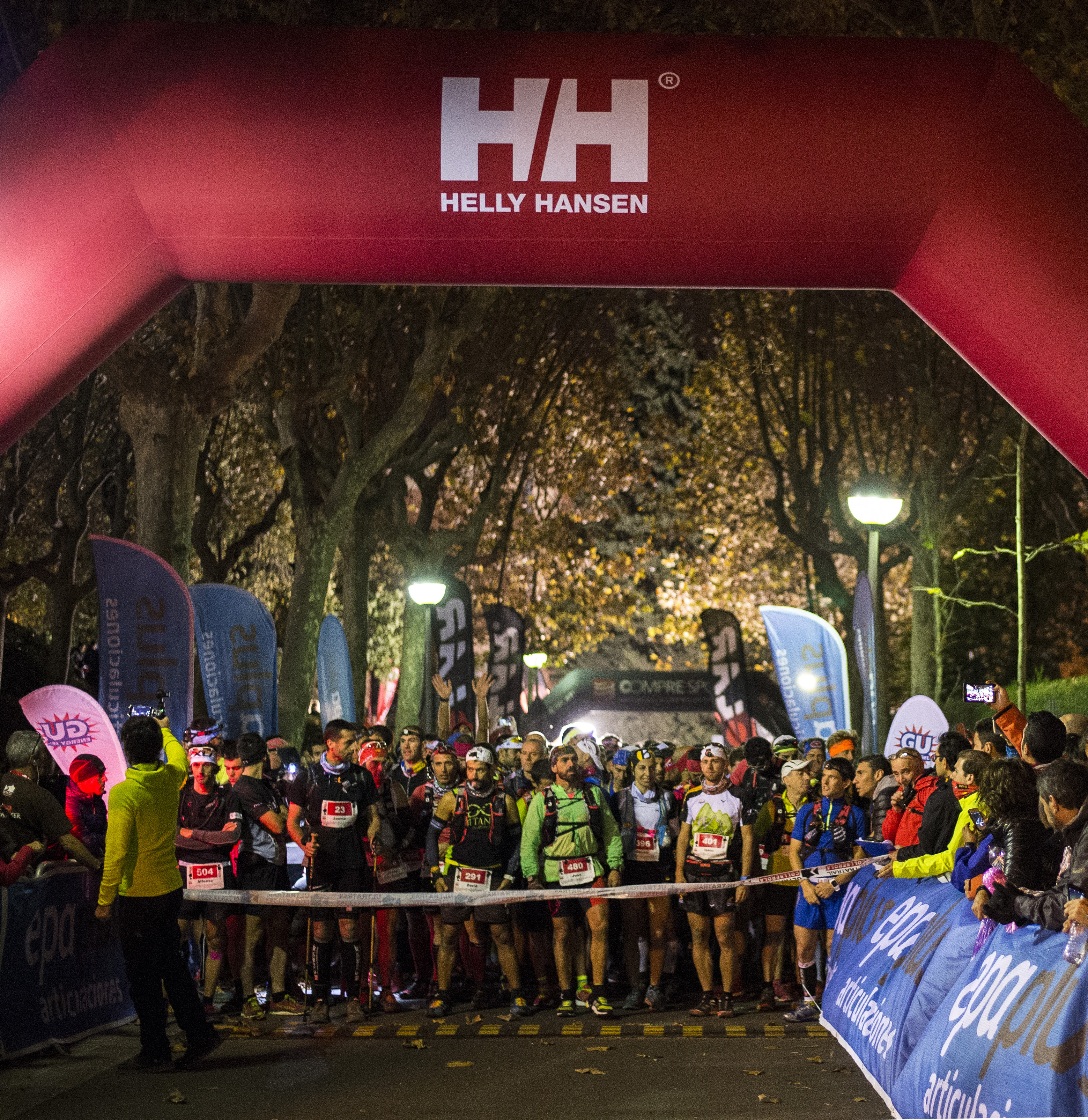
Ultratrail Collserola 2015.
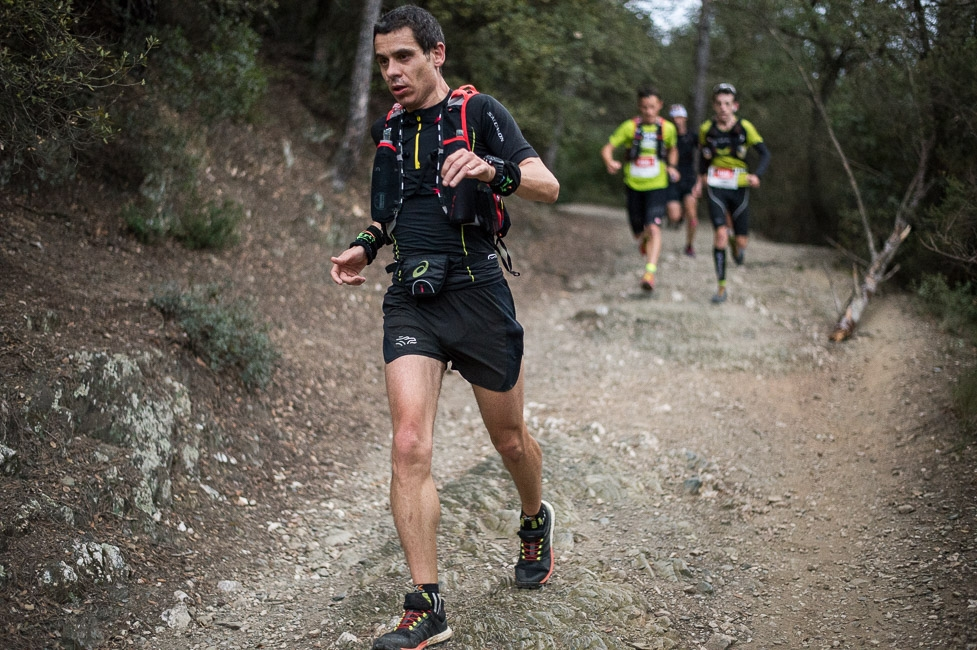
Carles Sanchez. Ultratrail Collserola 2015.
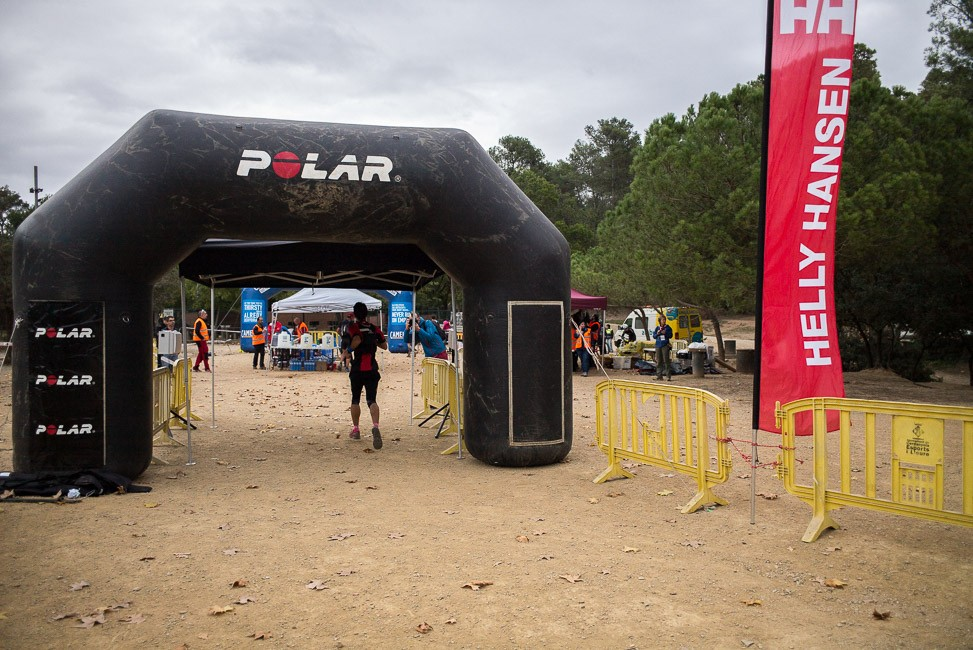
Can Coll, Cerdanyola del Vallès. Ultratrail Collserola 2015.
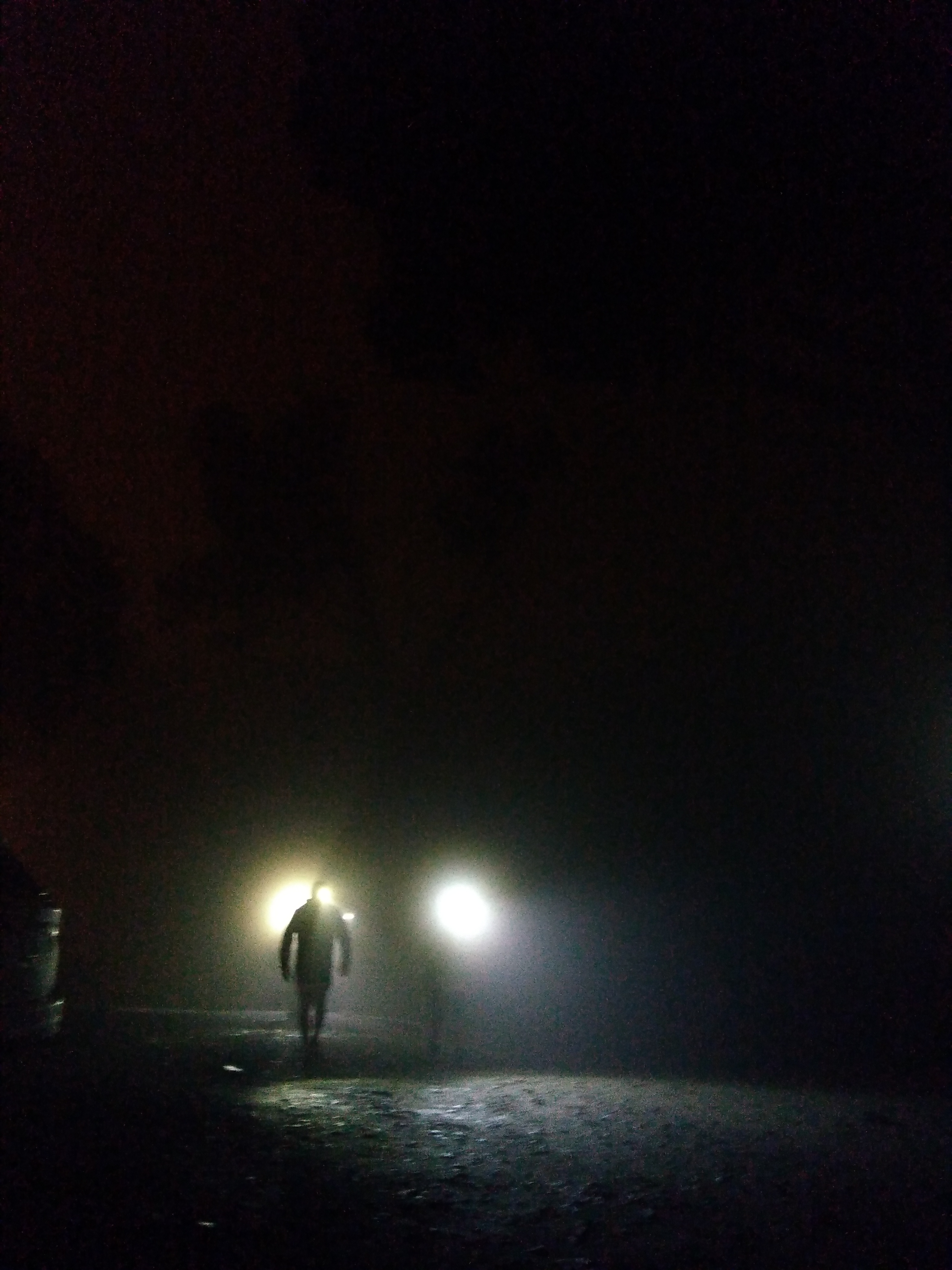
Vista Rica, Collserola, 9pm. Barcelona Trail Races 2016.